# Falling Forward
Falling Forward war eine Anfang bis Mitte der 1990er Jahre bestehende Emocore-/Post-Hardcore-Band aus Louisville, Kentucky in den USA.

## Geschichte
1991 gründeten Chris Higdon (Gesang) und Benny Clark (Bass) die Band. Erst drei Jahre nach der Gründung – 1994 – kam nach der EP Let This Day Pass mit Hand Me Down das Debütalbum der Band beim Label Initial Records heraus.
1995 löste sich die Band auf. Ein Teil der ehemaligen Mitglieder der Band fand sich dann in der eher Indierock-lastigen Post-Hardcore-Band Elliott wieder.

## Stil
Die Band spielte einen als typisch bezeichneten Emotional-Hardcore-Stil. Obgleich ihr Sound einige Einflüsse aus dem gerade entstandenen Indierock / Alternative Rock besaß, war ihr Stil dennoch geprägt vom staighteren D.C Sound, laut-leise Dynamiken, melancholischen Gesangsparts gepaart mit hart gespielten und mit Schreien und geschrienen Textzeilen durchsetzten Song-Teilen.

## Diskografie

### EPs und Splits
- Let This Day Pass (1993, 7″, Initial Records)

### Alben
- Hand Me Down (1994, Initial Records)
- Great Union Divide (1995, Initial Records)